# Haven't Met You Yet
Singles de Michael Bublé
Comin' Home Baby
(2008) Hold On
(2010)
Haven't Met You Yet (Je ne vous ai pas encore rencontré en français) est le premier single de l'album Crazy Love du chanteur canadien Michael Bublé, sorti en 2009.

## Clip vidéo
Le clip est réalisé par Rich Lee.

## Crédit artistique
- Chant : Michael Bublé
- Guitare : Rusty Anderson, Joel Shearer, Michael Landau, Keith Scott
- Basse : Paul Bushnell
- Batterie : Josh Freese
- Piano : Alan Chang
- Saxophone baryton : Jacob Rodriguez
- Trompette : Justin Ray
- Trombone : Nick Vayenas
- Saxophone ténor : Mike Allen
- Percussion : Lenny Castro
- Bugle : Rick Baptist